# Polycricus fossor
Polycricus fossor är en mångfotingart som beskrevs av Chamberlin 1940. Polycricus fossor ingår i släktet Polycricus och familjen storjordkrypare.
Artens utbredningsområde är Panama. Inga underarter finns listade i Catalogue of Life.